# Копайгородська вулиця
Копа́йгородська ву́лиця — вулиця в Подільському районі міста Києва, місцевість Біличе поле. Пролягає від Білицької до Полкової вулиці.
Прилучається Паркова вулиця.

## Історія
Вулиця виникла у першій половині XX століття під назвою 80-а Нова. З 1944 року отримала назву Хмільна. Сучасна назва — з 1952 року, на честь смт Копа́йгород.